# Zagumnie (Świniary Stare)
Zagumnie – część wsi Świniary Stare w Polsce, położona w województwie świętokrzyskim, w powiecie sandomierskim, w gminie Łoniów. Należy do sołectwa Świniary Stare.
W latach 1975–1998  Zagumnie administracyjnie należało do województwa tarnobrzeskiego.